# 大原正行
大原 正行（おおはら まさゆき、1950年12月8日 - ）は、日本の地方公務員。東京都総務局長や、東京都知事本局長、東京都教育委員会教育長、東京臨海ホールディングス代表取締役社長、東京臨海熱供給代表取締役社長等を歴任した。

## 人物・経歴
中央大学法学部卒業後、1975年東京都庁入庁。東京都総務局参事、東京都産業労働局商工部長、東京都総務局長兼東京マラソン組織委員会監事、東京都知事本局長等を経て、2008年から東京都教育委員会教育長を務めた。2012年東京臨海ホールディングス代表取締役社長、東京港埠頭代表取締役社長、東京臨海熱供給代表取締役社長。退任後、東京都都市づくり公社理事長を経て、2019年東京のあすを創る協会会長。2021年瑞宝小綬章受章。